# Sezze Romano (stacja kolejowa)
Sezze Romano (wł: Stazione di Sezze Romano) – stacja kolejowa w Sezze, w regionie Lacjum, w prowincji Latina, we Włoszech. Znajduje się na linii Rzym-Formia-Neapol.